# Sofia di Rheineck
Sofia di Rheineck, in olandese Sophia van Rheineck; in tedesco Sophie von Rheineck (1115 circa – Gerusalemme, 26 settembre 1176), come moglie del decimo (secondo gli Annales Egmundani, fu il nono) Conte d'Olanda, Teodorico VI, fu contessa consorte d'Olanda, dal 1137 al 1157, e contessa di Bentheim, dal 1150 fino alla sua morte.

## Origine
Secondo gli Annales Egmundani, era figlia del conte di Rheineck ed Conte Palatino del Reno (come conferma anche il capitolo nº 52 della Chronologia Johannes de Beke), Ottone I di Salm e dell'erede della Contea di Bentheim, Gertrude di Northeim, che, secondo l'Annalista Saxo, era figlia del margravio di Frisia, Enrico di Northeim e della moglie, Gertrude di Braunschweig.
Ottone I di Salm, secondo gli Annales Sancti Disibodi era figlio del conte di Salm e re di Germania (in contrapposizione a Enrico IV di Franconia, dal 1081 al 1088), Ermanno I e di Sophia von Formbach, come ci conferma il Volume XXIX del Monumenta Boica, Pars altera, Codex Pataviensis, a pagina 55 (non consultato).
Gli Annales Egmundani, ricordano anche che Sofia era sorella di Ottone II di Salm, citato come Conte Palatino.

## Biografia

Armi dei Conti d'Olanda

Prima del 1137, come conferma ancora il capitolo nº 52 della Chronologia Johannes de Beke Sofia sposò Conte d'Olanda, Teodorico VI, che, sia secondo il capitolo nº 49a della Chronologia Johannes de Beke, che secondo gli Annales Egmundani, era il figlio primogenito dell'ottavo Conte d'Olanda, Fiorenzo II e della moglie, Gertrude o Petronilla di Lorena, che era la figlia secondogenita di Teodorico II, duca dell'Alta Lorena e della prima moglie, Edvige di Formbach, che era vedova di Gerardo di Supplimburgo. Infatti sempre il capitolo nº 49a della Chronologia Johannes de Beke, che la cita col nome di Petronilla, specifica che era la sorellastra uterina del futuro Rex Romanorum e poi Imperatore, Lotario II di Supplimburgo (Petronillam Lotharii cesaris sororem).
Ancora secondo gli Annales Egmundani, suo marito, Teodorico VI, nel 1138, si recò in pellegrinaggio a Gerusalemme, in compagnia di Sofia(il figlio primogenito, Teodorico, nato nel 1139, durante il viaggio fu denominato il Pellegrino).
Nel 1148, morì suo fratello maggiore Ottone II di Salm, per cui divenne erede della contea di Bentheim, come ci conferma il capitolo nº 54c della Chronologia Johannes de Beke.
Circa due anni dopo, alla morte del padre, nel 1150 (come confermano le Europäische Stammtafeln, vol II, 2 a pagina 182 (non consultate)), Ottone I di Salm, Sofia divenne Contessa di Bentheim.
Sofia viene citata nei due documenti nº 139 e nº 140 dell'Oorkondenboek Holland, datati 1156, inerenti ad uno scambio di proprietà tra suo marito, Teodorico, conte d'Olanda, assistito dal figlio, Fiorenzo, e l'abate dell'Abbazia di Echternach.
Suo marito, Teodorico VI morì nel 1157, come confermano gli Annales Egmundani: il conte Teodorico (Theodericus comes, filius Florentii crassi comitis) morì il 5 agosto (Nonas Augusti); mentre il capitolo nº 56 della Chronologia Johannes de Beke, riporta che Teodorico (Theodericus comes) morì, il 5 agosto (nonas Augusti), continuando che Fiorenzo fu inumato nell'abbazia di Egmond.
Gli succedette il figlio, Fiorenzo, come Fiorenzo III, conte d'Olanda.
Dopo la morte del marito, Sofia fece il Cammino di Santiago di Compostela, recandosi al santuario di Santiago di Compostela. Sulla via del ritorno dal viaggio a Santiago Sofia è stata salvata dall'intervento miracoloso di sant'Adalberto, quando la contessa ed il suo seguito fu attaccato dai ladri. Questo episodio viene raccontato nei suoi particolari anche dagli Annales Egmundani e dal capitolo nº 56 della Chronologia Johannes de Beke
Sofia, che era una donna molto devota, fece un altro pellegrinaggio a Gerusalemme, nel 1173, assieme al figlio Ottone; questo pellegrinaggio, assieme al figlio, Ottone, viene confermato anche dagli Annales Egmundani, che ricordano che rientrò in Olanda, in quello stesso anno.
Nel 1176, Sofia fece un terzo ed ultimo pellegrinaggio a Gerusalemme, dove morì, come confermano sia gli Annales Egmundani, che il capitolo nº 56 della Chronologia Johannes de Beke, che specifica il giorno della morte: il 26 settembre (vi Kalenda octobris); inoltre ambedue le fonti specificano che fu tumulata nella chiesa di Santa Maria dell'Ordine teutonico a Gerusalemme (hospitale Teutonicorum) (ad hospitale quod est Theutonicorum sepelitur).
Nella Contea di Bentheim, le succedette il figlio terzogenito, Ottone, come Ottone I.

## Discendenza
Teodorico da Sofia ebbe nove figli:
- Teodorico[5] (1138 - 1151), detto il Pellegrino, che morì dodicenne[26]
- Fiorenzo[5] (1140 - 1190), conte d'Olanda[19]
- Ottone[5] (1145 - 1209), dalla madre ereditò la Contea di Bentheim, come conferma il capitolo nº 54b della Chronologia Johannes de Beke[27]
- Baldovino[5] ( † 1196), che nel 1178 divenne il ventinovesimo vescovo di Utrecht, come ci conferma il Kronijk van Arent toe Bocop[28]
- Teodorico[5] ( † 1197, Padova), che nel 1197 divenne il trentunesimo vescovo di Utrecht, ma dopo pochi mesi morì a Padova, dove fu sepolto, come ci conferma il Kronijk van Arent toe Bocop[29]
- Sofia[5] ( † dopo il 1202), che, nel 1186, era badessa dell'abbazia di Rijnsburg, come ci confermano gli Annales Egmundani[30]
- Edvige[5] ( † 1167), suora nell'abbazia di Rijnsburg, come ci conferma la Beka's Egmondsch Necrologium, in Oppermann, O. (1933) Fontes Egmundenses a pagina 109, quando ne ricorda l'anno della morte (non consultata)[24]
- Gertrude ( † in fasce), come ci conferma la Beka's Egmondsch Necrologium, in Oppermann, O. (1933) Fontes Egmundenses a pagina 109 (non consultata)[24]
- Petronilla[5] ( † giovane), come ci conferma la Beka's Egmondsch Necrologium, in Oppermann, O. (1933) Fontes Egmundenses a pagina 109 (non consultata)[24].

## Ascendenza
|                                           |                                     |                                | Genitori                            |  |  | Nonni |  |  | Bisnonni                         |  |  | Trisnonni               |  |
|                                           |                                     |                                |                                     |  |  |       |  |  | Giselberto, conte di Lussemburgo |  |  | Federico di Lussemburgo |  |
|                                           |                                     |                                |                                     |  |  |       |  |  | Giselberto, conte di Lussemburgo |  |  | Federico di Lussemburgo |  |
|                                           |                                     | …                              |                                     |  |  |       |  |  | Giselberto, conte di Lussemburgo |  |  |                         |  |
| Ermanno di Lussemburgo, conte di Salm     |                                     |                                |                                     |  |  |       |  |  | Giselberto, conte di Lussemburgo |  |  |                         |  |
|                                           |                                     | …                              | …                                   |  |  |       |  |  |                                  |  |  |                         |  |
|                                           |                                     | …                              | …                                   |  |  |       |  |  |                                  |  |  |                         |  |
|                                           |                                     | …                              | …                                   |  |  |       |  |  |                                  |  |  |                         |  |
| Ottone I di Salm, conte palatino del Reno |                                     | …                              |                                     |  |  |       |  |  |                                  |  |  |                         |  |
|                                           |                                     | …                              | …                                   |  |  |       |  |  |                                  |  |  |                         |  |
|                                           |                                     | …                              | …                                   |  |  |       |  |  |                                  |  |  |                         |  |
|                                           |                                     | …                              | …                                   |  |  |       |  |  |                                  |  |  |                         |  |
| Sofia di Formbach                         |                                     | …                              |                                     |  |  |       |  |  |                                  |  |  |                         |  |
|                                           |                                     | …                              | …                                   |  |  |       |  |  |                                  |  |  |                         |  |
|                                           |                                     | …                              | …                                   |  |  |       |  |  |                                  |  |  |                         |  |
|                                           |                                     | …                              | …                                   |  |  |       |  |  |                                  |  |  |                         |  |
| Sofia di Rheineck                         |                                     | …                              |                                     |  |  |       |  |  |                                  |  |  |                         |  |
|                                           | Ottone di Northeim, duca di Baviera | Bernardo di Nordheim           |                                     |  |  |       |  |  |                                  |  |  |                         |  |
|                                           | Ottone di Northeim, duca di Baviera | Bernardo di Nordheim           |                                     |  |  |       |  |  |                                  |  |  |                         |  |
|                                           | Ottone di Northeim, duca di Baviera | Eilika                         |                                     |  |  |       |  |  |                                  |  |  |                         |  |
| Enrico, margravio di Frisia               | Ottone di Northeim, duca di Baviera |                                |                                     |  |  |       |  |  |                                  |  |  |                         |  |
|                                           |                                     | Richenza di Svevia             | …                                   |  |  |       |  |  |                                  |  |  |                         |  |
|                                           |                                     | Richenza di Svevia             | …                                   |  |  |       |  |  |                                  |  |  |                         |  |
|                                           |                                     | Richenza di Svevia             | …                                   |  |  |       |  |  |                                  |  |  |                         |  |
| Gertrude di Northeim                      |                                     | Richenza di Svevia             |                                     |  |  |       |  |  |                                  |  |  |                         |  |
|                                           |                                     | Egberto I, margravio di Meißen | Liudolfo di Frisia                  |  |  |       |  |  |                                  |  |  |                         |  |
|                                           |                                     | Egberto I, margravio di Meißen | Liudolfo di Frisia                  |  |  |       |  |  |                                  |  |  |                         |  |
|                                           |                                     | Egberto I, margravio di Meißen | Gertrude la Vecchia di Braunschweig |  |  |       |  |  |                                  |  |  |                         |  |
| Gertrude di Brunswick                     |                                     | Egberto I, margravio di Meißen |                                     |  |  |       |  |  |                                  |  |  |                         |  |
|                                           |                                     | Immilla di Torino              | Olderico Manfredi II                |  |  |       |  |  |                                  |  |  |                         |  |
|                                           |                                     | Immilla di Torino              | Olderico Manfredi II                |  |  |       |  |  |                                  |  |  |                         |  |
|                                           |                                     | Immilla di Torino              | Berta di Milano                     |  |  |       |  |  |                                  |  |  |                         |  |
|                                           |                                     | Immilla di Torino              |                                     |  |  |       |  |  |                                  |  |  |                         |  |